# Acorralat per la justícia
Acorralat per la justícia (títol original: Guilty by Suspicion) és una pel·lícula franco -estatunidenca d'Irwin Winkler estrenada l'any 1991. Ha estat doblada al català.

## Argument
Anys 1950. Després d'un viatge de dos mesos a Europa per preparar un film, el cineasta David Merrill torna a Amèrica, resoldre alguns negocis i retrobar la seva família. S'entera que ha de presentar-se davant una comissió per justificar la seva participació en reunions comunistes, abans de poder tornar a treballar. Rebutjant fer-ho, va ser expulsat de Hollywood i va haver de buscar una altra feina.

## Repartiment
- Robert De Niro: David Merrill
- Annette Bening: Ruth Merrill
- George Wendt: Bunny Baxter
- Patricia Wettig: Dorothy Nolan
- Sam Wanamaker: Felix Graff
- Luke Edwards: Paulie Merrill
- Chris Cooper: Larry Nolan
- Ben Piazza: Darryl Zanuck
- Barry Primus: Bert Alan
- Gene Kirkwood: Gene Woods
- Martin Scorsese: Joe Lesser
- Tom Sizemore: Ray Karlin
- Gailard Sartain: El president del consell Wood
- Robin Gammell: El membre del congrés Tavenner
- Brad Sullivan: El membre del congrés Velde
- Illeana Douglas: Nan, la secretària de Zanuck
- Barry Tubb: Jerry Cooper
- Adam Baldwin: L'agent de l'FBI
- Allan Rich: Leonard Marks